# Pedilus labiatus
Pedilus labiatus es una especie de coleóptero de la familia Pyrochroidae. Mide de 5.9 a 9.0 mm.

## Distribución geográfica
Habita en Estados Unidos.